# Исмаил Машуки
Исмаи́л Машуки́ (тур. İsmail Maşuki; 1508/1509, Аксарай — 1528/1529 или 1539, Стамбул) — исламский проповедник суфизма, казнён в правление султана Сулеймана I.

## Биография
Согласно османским источникам, Исмаил Машуки родился в 1508 или 1509 году в Аксарае; он был сыном Пира Али (Алаэддина) Аксарайи, шейха общины Байрами-Малами.
После смерти отца Исмаил уехал в Стамбул, где начал читать проповеди в мечетях столицы. Проповеди Исмаила приобрели многих последователей, что встревожило горожан, которые говорили, что «молодой шейх сеет раздор». Через некоторое время Исмаил Машуки уехал в Эдирне, где продолжал свои проповеди и привлёк большое внимание общественности. Султан Сулейман I посоветовал ему вернуться в родной город, но Машуки продолжал свои проповеди. Была принята фетва шейх-уль-ислама Кемаля-паши-заде Ахмета и Эбуссууда-эфенди, которая по словам Садуллы Сади-эфенди была «неправдивой, но соответствовала их утверждениям». Среди пунктов обвинения Исмаила Машуки было также то, «что он разрушил моральные ценности и институты, терпя такие действия, как прелюбодеяние и содомия». 
Исмаил Машуки был казнён путём обезглавливания в 1528/1529 (по другой версии в 1539 году) вместе с 12 учениками на площади Ипподром. Его голова и обезглавленное тело были выброшено в море. Позже его тело было выброшено на берег в районе Бебек, где было найдено и похоронено одним из учеников. Исмаил Машуки похоронен на этом кладбище, где позже была построена мечеть.
Исмаил Машуки был автором пяти газелей и стихотворения из 12 двустиший в стиле месневи.

## Киновоплощение
В турецком телесериале «Великолепный век» роль Исмаила Машуки исполнил актёр Дениз Джелилоглу.